# Fernando Muñoz Porras
Fernando Muñoz Porras (1948-Santiago, 12 de octubre de 2017) fue un médico cirujano, pediatra, académico, profesor y político socialista chileno, que se desempeñó como subsecretario de Salud de su país, durante el gobierno del presidente Eduardo Frei Ruiz-Tagle entre 1994 y 1998. En dicha función ejerció como jefe del Programa Nacional de Inmunizaciones (PNI).

## Vida personal
Hijo de emigrantes españoles radicados en el sur de Chile, estuvo vinculado desde temprana edad en las ideas socialistas, y al ideario de la «justicia social», siendo parte fundamental de su pensamiento político. De inclinación laica, fue miembro de la francmasonería, presidiendo la logia "Constructores" N° 141, de Santiago, luego de haber participado en la Logia Manuel de Lima N° 121 de Temuco.

## Trayectoria profesional
Tuvo un desempeño de su profesión en el ámbito de salud, tanto pública como privada. Durante el gobierno del presidente Patricio Aylwin, se desempeñó como director del Servicio de Salud Araucanía entre 1990 y 1994. Luego, bajo la administración del presidente Eduardo Frei Ruiz-Tagle fue nombrado como subsecretario de Salud, función que cumplió entre 1994 y 1998.
Posteriormente, durante la primera presidencia de Michelle Bachelet, en el Ministerio de Salud desempeñó diversas funciones directivas y en 2008 fue nombrado agregado para temas de salud en la misión de Chile ante los organismos de las Naciones Unidas (ONU). Por consiguiente, le correspondió asumir un rol de alta responsabilidad en la implementación del Régimen de Garantías de Salud (AUGE) y fue también responsable del diseño del componente de salud del Sistema de Protección a la Infancia «Chile Crece Contigo».
También, fungió como consultor de diversos organismos internacionales como la Organización Panamericana de la Salud (OPS), la Organización Mundial de la Salud (OMS), la Sociedad Alemana de Cooperación Internacional (GTZ), el Banco Interamericano de Desarrollo (BID), la Agencia de los Estados Unidos para el Desarrollo Internacional (USAID) y el Banco Mundial, en proyectos en el área de la salud pública.
Paralelamente a su profesión, ejerció como profesor asociado de la Universidad de Chile y de la Universidad de La Frontera. Fue integrante como pediatra y salubrista del cuerpo docente de una Escuela de Medicina creada por la Universidad de Chile en Temuco.
Durante sus últimos años, recibió el «Premio de Gestión y Liderazgo en Sistemas de Salud», que entrega anualmente la OPS a quienes se han desempeñado siguiendo los valores que promueve el organismo internacional en su quehacer: equidad, excelencia, solidaridad, respeto e integridad. Dicha distinción le fue otorgada a manos de la entonces ministra de Salud, Carmen Castillo, del subsecretario de Salud Pública, Jaime Burrows y de la representante en Chile de la OPS, Paloma Cuchi.
Falleció el 12 de octubre de 2017, a causa de un cáncer. Tras su muerte fue homenajeado por el Ministerio de Salud, dirigido por Castillo, la cual afirmó en ese momento que: 

"El Ministerio de Salud lamenta la partida de un gran salubrista. Su aporte en distintas áreas del quehacer sanitario ha permitido un impacto favorable en la salud de miles de personas. Esta sólida trayectoria en pro de la salud pública de nuestro país fue reconocida por la OPS en un reciente premio a su desempeño profesional. La comunidad ministerial agradece su entrega. Lo vamos a recordar con gran cariño por su calidad humana y como un referente para las futuras generaciones que trabajan en el sector público de salud".